# Rotsdikkopmos
Rotsdikkopmos (Brachythecium laetum) is een soort uit het geslacht dikkopmos (Brachythecium).

## Determinatie
Rotsdikkopmos vormt lage matten van vertakte bladstengels op de grond. Het vertakkingspatroon van dit mos is enigszins grillig. De kleur is afhankelijk van de omstandigheden lichtgroen, licht goudgeel of geelachtig bruin. De bladeren aan de primaire stengel hebben een lengte van 1,5–2 mm, terwijl de bladeren langs secundaire stengels 1–1,5 mm zijn. De bladeren zijn lang ovaal tot ovaal-lancetvormig van vorm. Ze hebben een hoofdnerf die loopt tot ongeveer twee derde of driekwart van het blad. Langs beide zijden van de hoofdnerf bevinden zich meestal één tot twee paar lengteplooien.

## Verspreiding
Rotsdikkopmos komt voor in Noord-Amerika, Europa en Japan. In Nederland komt het zeer zeldzaam voor.